# Lestes amicus
Lestes amicus là một loài chuồn chuồn kim thuộc họ Lestidae.
Loài này có ở Angola, Botswana, Malawi, Mozambique, Nam Phi, Tanzania, Zambia, Zimbabwe, có thể cả Cộng hòa Congo, và có thể cả Cộng hòa Dân chủ Congo. Môi trường sống tự nhiên của chúng là rừng ẩm vùng đất thấp nhiệt đới hoặc cận nhiệt đới, vùng cây bụi khô khu vực nhiệt đới hoặc cận nhiệt đới, vùng cây bụi ẩm khu vực nhiệt đới hoặc cận nhiệt đới, sông ngòi, sông có nước theo mùa, và đất ngập nước với cây bụi là chủ yếu.